# Terry Brands
Terry Brands (Omaha, 9 aprile 1968) è un ex lottatore statunitense, specializzato nella lotta libera.

## Palmarès

### Olimpiadi
- 1 medaglia:
  - 1 bronzo (Sydney 2000 nei 58 kg)

### Mondiali
- 2 medaglie:
  - 2 ori (Toronto 1993 nei 57 kg; Atlanta 1995 nei 57 kg)

### Giochi panamericani
- 1 medaglia:
  - 1 oro (Mar del Plata 1995 nei 57 kg)